# NGC 4599
NGC 4599 (другие обозначения — UGC 7833, MCG 0-32-34, ZWG 14.99, PGC 42453) — линзообразная галактика (морфологический тип по Хабблу S0-a). Находится в созвездии Девы на расстоянии около 20 Мпк. Открыта Уильямом Гершелем 22 февраля 1786 года.
Этот объект входит в число перечисленных в оригинальной редакции «Нового общего каталога».
Галактика обращена к наблюдателю краем, имеет яркое, выпуклое ядро, погружённое в яркий внутренний диск с более слабыми внешними расширениями. При визуальном наблюдении в любительский телескоп галактика кажется довольно маленькой, но относительно яркой; хорошо видна только её яркая внутренняя область и ядро. NGC 4599 довольно хорошо очерчена, слегка вытянута с юго-востока на северо-запад, с зернистой оболочкой и сужающимися оконечностями. Радиальная скорость: 1753 км/с. Расстояние: 78 млн световых лет. Диаметр: 45 тыс. световых лет.
Относится к сейфертовским галактикам типа II.